# EP ††
EP †† — мини-альбом американской альтернативной группы Crosses, вышедший 24 января 2012 года.

## Об альбоме
Несмотря на ожидания фанатов, релиз вышел только в формате платного скачивания. Было два вида Digital Download за $3.99 и Deluxe Download за $6.99. Помимо песен в формате, выбранным покупателем, в Deluxe Download входят артворк в высоком качестве, демо MP3-треки и десятиминутный фильм о создании EP † и EP ††.

## Список композиций
1. Fron†iers.
2. Prurien†.
3. †elepa†hy.
4. †rophy.
5. 1987.

## Чарты
| Чарт (2012)                | Место |
| -------------------------- | ----- |
| США Top Heatseekers        | 8     |
| США Top Independent Albums | 33    |
| США Top Rock Albums        | 47    |

## Участники записи
- Чино Морено — вокал, клавиши, гитара
- Шон Лопез — гитара, клавиши
- Чак Дум — бас

Приглашённые музыканты:
- Крис Робин — барабаны.
- Молли Карсон — телефонный звонок на Fron†iers

Производство:
- Шон Лопез — продюсирование, инжиниринг, микширование
- Эрик Стенман — инжиниринг по микшированию
- Брендэн Декора — ассистент по инжинирингу записи барабанов
- Эрик Вройхилл — мастеринг
- Стефен Бутчер — ассистент по мандолине
- Бруки Нипар — фотограф